# Калви (Беневенто)
Калви (итал. Calvi) је насеље у Италији у округу Беневенто, региону Кампанија.
Према процени из 2011. у насељу је живело 827 становника. Насеље се налази на надморској висини од 364 м.

## Становништво
| 1951. | 1961. | 1971. | 1981. | 1991. | 2001. | 2011. |
| ----- | ----- | ----- | ----- | ----- | ----- | ----- |
| 3.146 | 3.099 | 2.612 | 2.174 | 2.243 | 2.348 | 2.616 |